# Federação Internacional de MMA
A Federação Internacional de Artes Marcias Mistas (do inglês: International Mixed Martial Arts Federation) ou IMMAF é a instituição internacional responsável pelo MMA amador no mundo. A IMMAF promove campeonatos mundiais amadores de MMA, com um sistema de regras modificado, começando em 2014. Atualmente a federação procura fazer o MMA e a IMMAF como um "esporte reconhecido" pelo Comité Olímpico Internacional e como esporte olímpico em 2028.

## Países com federações membras[4]
- África do Sul (Mixed Martial Arts South Africa)
- Albânia (Albanian Free Fighting Federation)
- Alemanha (German Mixed Martial Arts Federation)
- Austrália (International Mixed Martial Arts Federation of Australia)
- Áustria (Austrian Mixed Martial Arts Federation)
- Azerbaijão (Azerbai̇jan Mixed Martial Arts Federation)
- Bahamas (Empire Mixed Martial Arts Bahamas)
- Bahrein (Bahrain Mixed Martial Arts Federation)
- Bélgica (Belgian Shooto and MMA Federation)
- Bielorrússia (Federation of Hand to Hand Fighting & MMA of Belarus, Public Association)
- Brasil (Comissão Atlética Brasileira de MMA)
- Bulgária (Bulgarian Mixed Martial Arts Federation)
- Camarões (National League of Mixed Martial Arts Cameroon)
- Canadá (Canadian Combat Alliance)
- Cazaquistão (Kazakhstan Mixed Martial Arts Federation)
- China (China Mixed Martial Arts Federation/MMA Department of Chinese Boxing Federation)
- Colômbia (Asociación Colombiana de Artes Marciales Mixtas)
- República Democrática do Congo (Democratic Republic of Congo MMA Federation)
- Coreia do Sul (South Korea MMA Association)
- Chipre (Cyprus Mixed Martial Arts Federation)
- Chéquia (Mixed Martial Arts Association Czech Republic)
- Dinamarca (Danish Mixed Martial Arts Federation)
- Estados Unidos (USA Mixed Martial Arts Kick International Federation) - Membro Titular
- Egito (Egyptian MMA Committee)
- França (Commission Française de Mixed Martial Arts)
- El Salvador (Federacion Salvadoreña de Kickboxing & MMA)
- Espanha (Spanish Federation of Olympic Wrestling and Associated Disciplines)
- Estónia (Estonian Mixed Martial Arts Federation)
- Filipinas (Philippines Mixed Martial Arts Federation)
- Finlândia (Suomen Vapaaotteluliitto ry)
- Gana (Ghana Mixed Martial Arts Federation)
- Hungria (Hungarian MMA Federation)
- Jamaica (MMA Jamaica Sports Federation)
- Jordânia (The Jordan Mixed Martial Arts Federation)
- Islândia (Iceland MMA Federation)
- Irlanda (Mixed Martial Arts Federation Ireland)
- Irlanda do Norte (Ulster Amateur MMA Association)
- Índia (MMA India - National Sports Federation)
- Indonésia (Komite Olahraga Beladiri Indonesia)
- Itália (Federazione Italiana Grappling Mixed Martial Arts)
- Lituânia (Lietuvos MMA Federacija)
- Luxemburgo (Fédération Luxembourgeoise de MMA)
- Malásia (Malaysia Mixed Martial Arts Association)
- Ilhas Maurícias (Mixed Martial Arts Federation Mauritius)
- México (Federacion de Artes Marciales Mixtas Equidad y Juego Limpio)
- Nepal (Nepal National Martial Art Games Confederation)
- Noruega (Norwegian Mixed Martial Arts Federation) - Membro Titular
- Nova Zelândia (New Zealand Mixed Martial Arts Federation)
- Paraguai ( Federacion Paraguaya de Kick Boxing Muay Thai & MMA)
- Paquistão (Mixed Martial Arts Pakistan)
- Portugal (Comissão Atlética Portuguesa de Mixed Martial Arts)[5]
- Polónia (Polska Federacja MMA)
- Roménia (Romanian Kempo Mixed Martial Arts Federation)
- Rússia (All-Russian Public Organization - "Russian MMA Union")
- Reino Unido (UK MMA Federation)
- Seicheles (The Seychelles Mixed Martial Arts Association)
- Singapura (Mixed Martial Arts Federation of Singapore)
- Suécia (Swedish Mixed Martial Arts Federation) - Membro Titular
- Suíça  (Swiss Mixed Martial Arts Federation)
- Tailândia (Thai Mixed Martial Art’s Federation)
- Tajiquistão (Mixed Martial Arts Federation of the Republic of Tajikistan)
- Trinidad e Tobago (Trinidad and Tobago Mixed Martial Arts Federation)
- Ucrânia (All Ukrainian Federation of Free-fight and Single Combat)

## Instituições Parceiras
- Ultimate Fighting Championship

## Ligações Externas
- «Sítio oficial»